# Dion Beebe
Dion Beebe (* 1968 in Brisbane, Queensland, Australien) ist ein australischer Kameramann.

## Leben
Von 1988 bis 1990 besuchte Dion Beebe die Australian Film Television and Radio School in Sydney, wo er als Student der Cinematography eingeschrieben war.
Daran anschließend arbeitete er als Kameramann und Regisseur für Musikvideos. 1992 gab er sein Filmdebüt als Kameramann mit dem Film Crush.
Im Jahr 2006 wurde er für seine Arbeit an Die Geisha mit dem Oscar ausgezeichnet. Zudem gewann er hierfür seinen zweiten British Academy Film Award. Den ersten hatte er zusammen mit Paul Cameron 2005 für Collateral bekommen. 2009 konnte er einen Satellite Award für sein Mitwirken an Nine gewinnen.
Beebe ist verheiratet.

## Filmografie (Auswahl)
- 1999: Holy Smoke
- 2001: Die Liebe der Charlotte Gray (Charlotte Gray)
- 2002: Equilibrium
- 2002: Chicago
- 2003: In the Cut
- 2004: Collateral
- 2005: Die Geisha (Memoirs of a Geisha)
- 2006: Miami Vice
- 2007: Machtlos (Rendition)
- 2009: Die fast vergessene Welt (Land of the Lost)
- 2009: Nine
- 2011: Green Lantern
- 2012: Gangster Squad
- 2014: Edge of Tomorrow
- 2016: 13 Hours: The Secret Soldiers of Benghazi
- 2017: Schneemann (The Snowman)
- 2018: Mary Poppins’ Rückkehr (Mary Poppins Returns)
- 2019: Gemini Man
- 2023: Arielle, die Meerjungfrau (The Little Mermaid)

## Auszeichnungen
- 2002: Oscar-Nominierung in der Kategorie „Best Cinematography“ bei der Verleihung 2003 für Chicago
- 2002: BAFTA-Nominierung in der Kategorie „Best Cinematography“ für Chicago
- 2004: BAFTA in der Kategorie „Best Cinematography“ für Collateral zusammen mit Paul Cameron
- 2005: Oscar in der Kategorie „Best Cinematography“ bei der Verleihung 2006 für Die Geisha[1]